# Асеведо, Исидоро
Исидоро Родригес Гонсалес, более известный как Исидоро Асеведо (2 января 1867 — 1952) — испанский писатель-коммунист родом из Астурии. Рабочий-типограф по профессии, участвовал в создании Коммунистической партии Испании.

## Биография
В возрасте 13 лет Асеведо начал работать печатником в Мадриде, куда его семья переехала тремя годами ранее. В 1898 году он переехал в Сантандер, где стал президентом Социалистической Федерации. Благодаря ведущей роли в партии Асеведо социалисты пригласили его в Бильбао руководить изданием журнала «Классовая борьба». За свои публикации он несколько раз попадал в тюрьму.
В 1914 году он вернулся в Астурию, где руководил изданием «Социалистическая Аврора». В 1917 году он был арестован за участие в революционной забастовке. В 1921 году в качестве делегата Социалистической Федерации Астурии Асеведо принял участие в социалистическом конгрессе в Мадриде. Там, наряду с другими сторонниками Третьего Интернационала, основал Коммунистическую партию Испании.
После посещения СССР издал в 1923 году в Овьедо книгу впечатлений. В 1925 году в Мадридской тюрьме написал роман «Наука и сердце». Самое значительное произведение — «Кроты» (1930), посвящённое астурийским шахтёрам, в нём также был раскритикован Мануэль Льянеса, социалист и лидер горняков. В романе «Любовь» развенчивает мораль буржуазной семьи. В 1937 году во время гражданской войны в Испании окончательно переехал в СССР, занимал должность президента испанской секции МОПР. Умер в 1952 году в Москве.